# Naby Keïta
Naby Deco Keïta (n. 10 februarie 1995, Conakry, Guineea) este un fotbalist guineean, care joacă pe post de mijlocaș la Ferencváros în Nemzeti Bajnokság I, împrumutat de la SV Werder Bremen. Pe plan internațional, are prezențe la națională pentru Guineea.

## Palmares
Red Bull Salzburg
- Austrian Football Bundesliga: 2014–15, 2015–16
- Austrian Cup: 2014–15, 2015–16

Liverpool F.C.
- UEFA Champions League: 2018–19[4]